# 哈罗德·M·福克斯
哈罗德·M·福克斯（英語：Harold Munro Fox，1889年9月28日—1967年1月29日，原名Harold Munro Fuchs）是一位英国动物学家，1937年当选皇家学会会士，1953至1957年间担任富勒生理学教授。